# Inóculo
Inóculo, também chamado de pé de cuba ou pé de fermentador, é em biotecnologia, a denominação dada a suspensão de microorganismos de concentração adequada, a ser usada na fermentação do mosto.Substância que inocula , termo da biologia usado para enxertar um organismo , geralmente um agente patológico para prevenção do estudo (inocular bactérias, inocular vírus, inocular cobaias). Além de auxiliar na fabricação de alimentos e bebidas fermentadas por conter substâncias e microorganismos .Pode ter o significado de inserir num meio ou ambiente propício (inocular microorganismos em um meio de cultura). Pode também significar fazer a transmissão ou difusão de certos produtos.
Podemos ver uma árvore apodrecendo ou sentir o cheiro do leite azedando, mas podemos não compreender o que está ocorrendo a nível microscópico. Em ambos os casos, os microrganismos estão agindo. A árvore apodrece quando os microrganismos decompõe a madeira, o leite azeda devido à produção de ácido lático pelas bactérias. Assim, como todos os organismos, os microrganismos usam nutrientes para o crescimento e para todas as outras funções essenciais à vida. 

## Preparação do inóculo
Com a multiplicação dos microorganismos, torna-se necessário a mudança do fermentado para recipientes maiores. A preparação do inóculo é dividida em duas fases:
Fase laboratorial
É realizada em pequenas quantidades, onde uma cultura pura é inoculada diretamente no meio, em condições ótimas para seu crescimento.
Fase industrial
Depois do crescimento inicial, o mosto é levado a grandes dornas ou fermentadores.